# Ödlan
Ödlan (La lucertola), Op. 8, è una musica di scena di Jean Sibelius per un'opera teatrale omonima di Mikael Lybeck (1864-1925). Sibelius compose la musica per due scene: Atto II, scena 1 e Atto II, scena 3. La completò nel 1909 e diresse la prima al Teatro Svedese di Helsinki il 6 aprile 1910. Anche se viene suonata raramente, Sibelius disse al suo amico e sostenitore Axel Carpelan: "[è] una delle opere più squisite che io abbia scritto".

## Storia
Il lavoro deriva dal periodo di "crisi" tra il 1908 e il 1912. È scritto per violino solista e gruppo di archi (con non più di 9 musicisti secondo le note del compositore); un'esecuzione tipica dura 17 minuti.

## Trama
Il personaggio principale della commedia, il conte Alban, è fidanzato con Elisiv, che rappresenta tutto ciò che è puro. Ma Adla, parola che ricorda Ödlan o lucertola, simboleggia il male e suscita paura e passione ad Alban. Elisiv e Adla lottano entrambe per mantenere l'anima di Alban dalla loro parte. Elisiv inciampa, cade e perisce nella lotta, ma per vendetta, Alban uccide il male che esiste dentro di sé, cioè Adla.